# Брендон Мехеле
Брендон Мехеле (нід. Brandon Mechele, нар. 28 січня 1993, Бредене) — бельгійський футболіст, захисник клубу «Брюгге» і національної збірної Бельгії.

## Клубна кар'єра
У дорослому футболі дебютував 2012 року виступами за команду клубу «Брюгге».
Згодом протягом частини 2017 року захищав на умовах оренди кольори «Сент-Трюйдена», після чого повернувся до «Брюгге».

## Виступи за збірну
Протягом 2013–2014 років залучався до складу молодіжної збірної Бельгії. На молодіжному рівні зіграв у 8 офіційних матчах.

## Титули і досягнення
- Чемпіон Бельгії (6):

«Брюгге»: 2015-16, 2017-18, 2019-20, 2020-21, 2021-22, 2023-24
- Володар Кубка Бельгії (2):

«Брюгге»: 2014-15, 2024-25
- Володар Суперкубка Бельгії (4):

«Брюгге»: 2018, 2021, 2022, 2025